# Mullus barbatus
O Mullus barbatus, comummente conhecido como salmonete-da-vasa, é uma espécie de peixe teleósteo da família dos mulídeos.

## Descrição
O salmonete-de-vasa caracteriza-se pelo epónimo dorso carmesim e ventre rosado, não contando com faixas longitudinais amarelas nos flancos. Difere do salmonete-legítimo por apresentar um perfil anterior da cabeça mais inclinado, principalmente os espécimes maiores do que 12 centímetros e por só ter 3 escamas entre a boca e o olho. Tem dois barbilhos no maxilar inferior, órgãos sensoriais do mesmo tamanho que a barbatana peitoral, de que se serve para vasculhar a areia do fundo marinho e descobrir as presas.
Geralmente medem cerca de 20 centímetros de comprimento, podendo chegar até aos 30 centímetros, sendo certo que o maior espécime alguma vez registado media 38,2 centímetros. O espécime mais pesado alguma vez registado pesava 680 gramas.

## Distribuição
Encontra-se na costa Este do oceano Atlântico, desde a Escandinávia à costa do Senegal, passando pelo arquipélagos das Canárias e dos Açores. Pode encontra-se ainda no mar Mediterrâneo, no mar Negro e no mar de Azov.

### Habitat
Habita em zonas lodosas, arenosas ou rochosas no sublitoral, a profundidades que vão dos 10 aos 300 metros. A Leste do mar Jónico, já foram encontradas excepcionalmente a 328 metros de profundidade.

## Dieta
Estes salmonetes fazem uma dieta à base de bentos, o que inclui, além dos peixes bentónicos, moluscos, camarões, poliquetas e anfípodes.
Serve-se dos barbilhos, que são órgãos sensoriais, para vasculhar a areia do fundo marinho e descobrir as presas. Ao remexer a areia de maneira insistente, o salmonete-da-vasa levanta uma nebulosa de partículas à sua volta, a qual atrai outras espécies predadoras oportunistas, que, por seu turno, aproveitam para se alimentarem dos pequenos vertebrados que vão ficando na esteira da passagem do salmonete.

## Taxonomia
A espécie foi descrita por Lineu, em 1758.
O nome genérico, Mullus, trata-se do nome latino, herdado já desde o período romano, para se referir ao salmonete.
No que toca ao epiteto específico, barbatus, corresponde à palavra latina para «barbudo», em alusão aos dois barbilhos do maxilar inferior desta espécie, que lhe servem para remexer o fundo do mar, em busca de alimento.

### Subespécies
- Mullus barbatus barbatus - Atlântico e Mediterrâneo.
- Mullus barbatus ponticus - Mar Negro e Mar de Azov.